# 丹麥的達格瑪 (1890-1961)
达格玛公主（丹麥語：Prinsesse Dagmar af Danmark，1890年5月23日—1961年10月11日）是丹麥國王弗雷德里克八世和路易絲王后最小的女兒，她有位同名的姑姑。

## 家庭
达格玛嫁给Jørgen Castenskiold，有5名子女。